# Kennedytunnel
Kennedytunnel – tunel biegnący pod rzeką Skaldą, w Antwerpii, w Belgii. Na obiekt składają się cztery tuby, dwie przeznaczone dla ruchu drogowego i zawierające po 3 pasy ruchu, jedna dla pieszych i rowerzystów oraz jedna dla ruchu kolejowego, przez którą biegnie dwutorowa linia kolejowa. Tunel wybudowano w latach 1964–1969, a jego uroczyste otwarcie miało miejsce 31 maja 1969 roku (otwarcie tunelu kolejowego nastąpiło 1 lutego 1970 roku). Długość tunelu wynosi 690 m (tunel kolejowy jest dłuższy i liczy 1,6 km).
Przez tunel biegnie droga R1, będąca częścią tras europejskich E19 i E34 (do 1986 roku była to trasa europejska E3) oraz linia kolejowa nr 69. Tunel nosi imię amerykańskiego prezydenta Johna F. Kennedy’ego.